# Хольц, Вильгельм
Вильгельм Хольц (нем. Wilhelm Holtz; 1836—1913) — немецкий физик, изобретатель и педагог; профессор Грайфсвальдского университета.

## Биография
Вильгельм Хольц родился осенью 1836 года в поместье Затель в 7 км от города Барт (земля Мекленбург-Передняя Померания). 
Изучал физику и естественные науки в Берлинском, Дижонском университет и Эдинбургском университетах. 

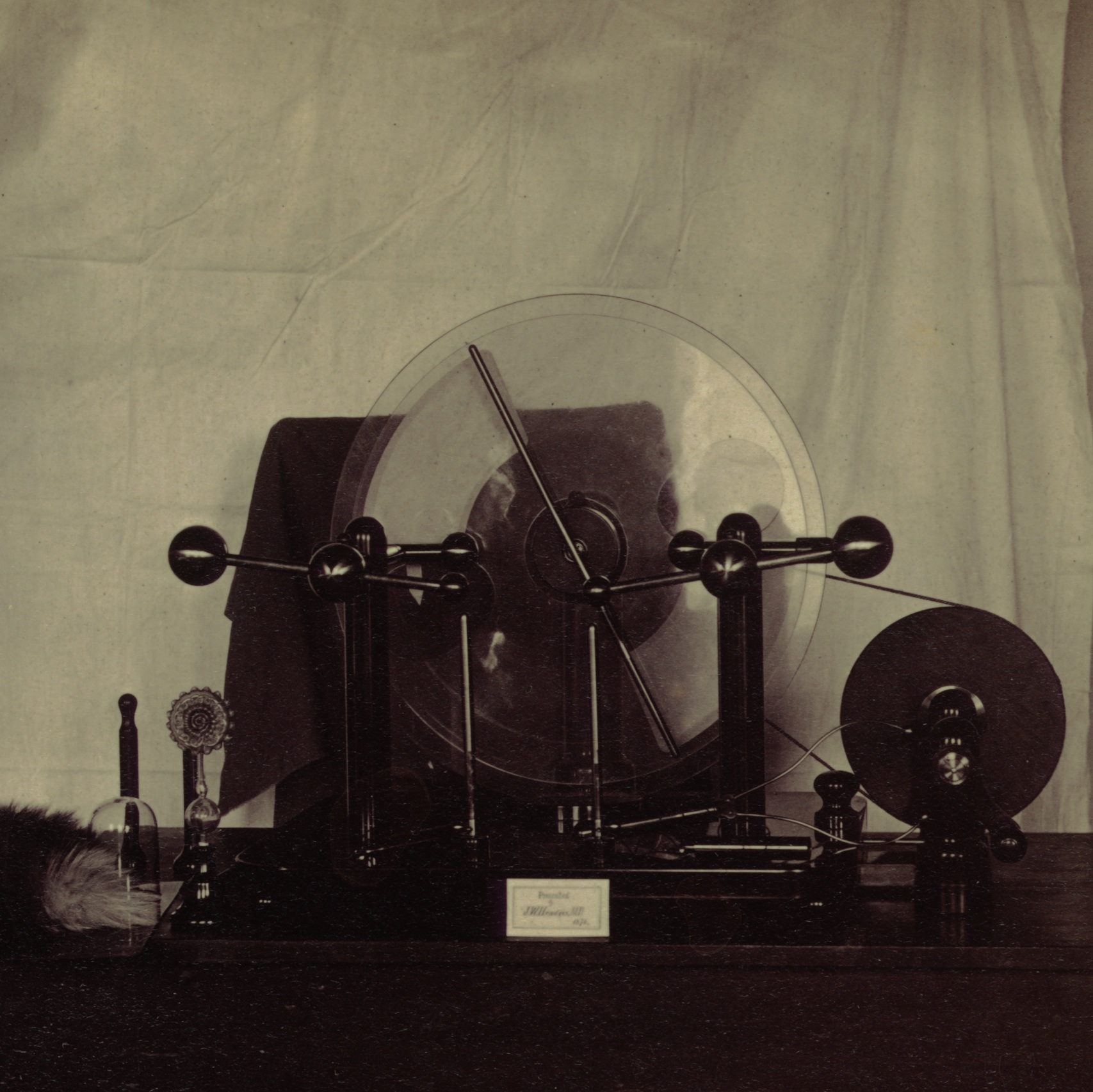
Электрофорная машина Хольца

Занимаясь исследованиями над электричеством, изобрел в 1862 году электрофорную машину. Почти одновременно с Хольцем аналогичное устройство изобрёл другой немецкий физик-экспериментатор Август Тёплер. Машина Хольца по сравнению с машиной Тёплера позволяла получать значительно большую разность потенциалов и могла использоваться в качестве источника постоянного электрического тока и при этом она имела более простую конструкцию. Между 1880 и 1883 годами её усовершенствовал английский изобретатель Джеймс Уимсхёрст.
После нескольких лет, проведенных в путешествиях, Вильгельм Хольц был назначен ассистентом при кафедре физики в Грайфсвальдском университете, затем там же приват-доцентом (1881) и профессором физики (1884). 
Kpoме изобретений и исследования электрофорной машины, Хольц известен работами по изучению электрических разрядов и множеством статей о преподавании физики.
Среди опубликованных учёным трудов, наиболее известны: «Ueber die Theorie, Anlage und Prüfung d. Blitzableiter» (1878) и «Ueber die Zunahme der Blitzgefahr und ihre vermuthlichen Ursahen» (1880).
Вильгельм Хольц умер 27 сентября 1913 года в Грайфсвальде.